# Ftireh
Ftireh (tiếng Ả Rập: فطيرة) là một ngôi làng Syria nằm ở Kafr Nabl Nahiyah ở huyện Maarrat al-Nu'man, Idlib. Theo Cục Thống kê Trung ương Syria (CBS), Ftireh có dân số 2715 trong cuộc điều tra dân số năm 2004.